# NGC 6302
NGC 6302 или Пеперуда е биполярна планетарна мъглявина в съзвездието Скорпион. Отдалечена е на около 3200 светлинни години от Земята. Централната звезда е изключително гореща – с температура на повърхността около 200 000 °C.

## История на наблюдаване
Мъглявината е известна поне от 1888 г., когато Джон Дрейер съставя своя Нов общ каталог, давайки ѝ каталожния номер NGC 6302. През 1906 г. е описана и изобразена от Едуард Барнард.
Мъглявината е един от първите фотографирани обекти след последния ремонт (мисия STS-125) на телескопа Хъбъл през 2009 г.